# Жестки
Жестки — деревня в Великолукском районе Псковской области России. Входит в состав Лычёвской волости.

## География
Расположена в центре района к югу от Великих Лук.

## Население
| 2001 | 2002 | 2010 |
| ---- | ---- | ---- |
| 101  | ↘97  | ↗111 |

Численность населения деревни по состоянию на начало 2001 года 101 житель.